# Rhinosimus ornatus
Rhinosimus ornatus là một loài bọ cánh cứng trong họ Salpingidae. Loài này được Broun miêu tả khoa học năm 1895.